# Arianna Szörényi
Arianna Szörényi (Fiume, 1933. április 18. –) magyar származású olasz írónő, holokauszt-túlélő.

## Életpályája
Édesapja Szörényi Adolf zsidó származású banki tisztviselő a Magyar–Olasz Bank Rt. fiumei kirendeltségén. Édesanyja, Vittoria Pick katolikus vallású volt.

## Művei
Leghíresebb műve az olasz nyelven megjelent Una bambina ad Auschwitz című önéletrajzi könyve, amelyet Mario Bernardi szerkesztett.